# John H. Clifford
John Henry Clifford, född 16 januari 1809 i Providence, Rhode Island, död 2 januari 1876 i New Bedford, Massachusetts, var en amerikansk jurist och politiker. Han var Massachusetts guvernör från 1853–1854. Som guvernör var han whig och senare republikan.
Clifford utexaminerades från Brown University, studerade sedan juridik och inledde sin karriär som advokat i Massachusetts. År 1835 var han ledamot av Massachusetts representanthus och därefter rådgivare åt guvernör Edward Everett 1836–1840. År 1845 satt han i Massachusetts senat för första gången.
Clifford tjänstgjorde som delstatens justitieminister (attorney general) 1849–1853 och 1854–1848. År 1853 efterträdde han George S. Boutwell som guvernör och efterträddes 1854 av Emory Washburn. Han var på nytt ledamot av Massachusetts senat 1862–1867 och elektor för republikanerna i presidentvalet 1868.